# Palais de Dzelentsi
 (novembre 2018).
Si vous disposez d'ouvrages ou d'articles de référence ou si vous connaissez des sites web de qualité traitant du thème abordé ici, merci de compléter l'article en donnant les références utiles à sa vérifiabilité et en les liant à la section « Notes et références ».

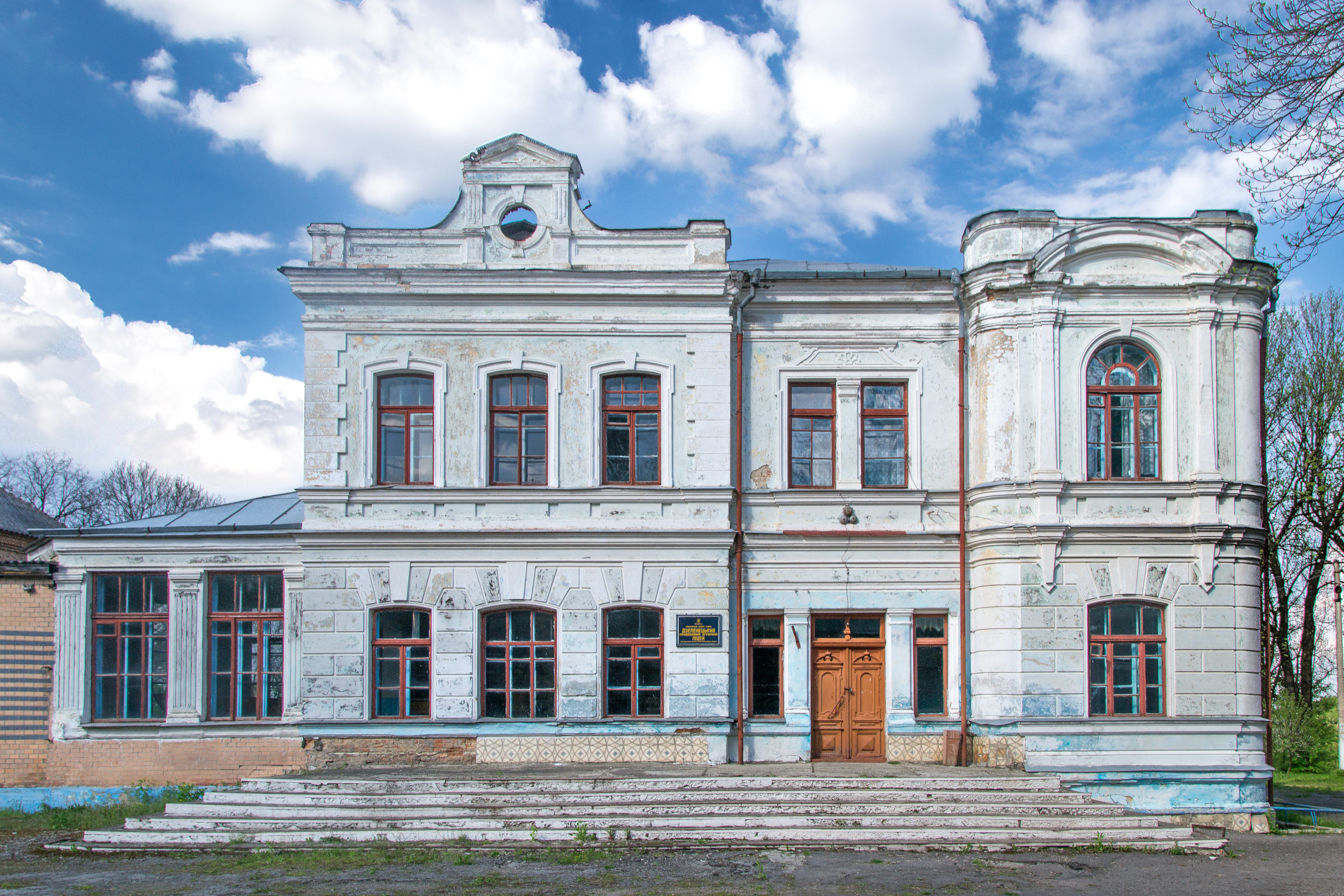
Aile nord du palais.

Le Palais de Dzelentsi est un palais du XVIIe siècle situé dans le village de Dzelentsi (uk), à 30 km de Khmelnytsky, dans l'oblast de Khmelnytsky, en Ukraine.

## Histoire
La construction du palais commence au XVIIe siècle mais le palais actuel est, en grande partie, issu des travaux de Jan Romanov entamé au début du XIXe siècle.
En 1832, le palais est racheté par David Bilinski, un noble polonais qui agrandit le domaine et entame la construction d'une chapelle à côté du palais.
Le palais est abandonné par ses occupants lors de la révolution russe (1917-1921) et les conflits qui secouent alors l'Ukraine. Les communistes réhabilitent une partie du palais et installent notamment un buste de Lénine, observant le bâtiment, pour signifier la victoire du prolétariat sur la noblesse. 

### Aujourd'hui
Le palais de Dzelentsi a été restauré dans les années 90 et est aujourd'hui une école.